# Attack the Gas Station!
Attack the Gas Station! (Originaltitel: kor. 주유소 습격 사건, rev. Juyuso Seupgyeok Sageon) ist eine südkoreanische Filmkomödie aus dem Jahre 1999.

## Handlung
Eine Bande von Halbstarken überfällt zum zweiten Mal die gleiche Tankstelle und besetzt sie anschließend die ganze Nacht. Es geht einiges schief, doch nach Konflikten mit anderen feindlichen Banden, der Polizei, einem Raser und den Zustellern gelingt ihnen nach einer finalen Massenschlägerei die Flucht mit einer großen Menge Geld und einem gestohlenen Porsche.

## Kritiken
„Attack the Gas Station ist sicherlich ein Film, der in erster Linie auf die Unterhaltung des Publikums abzielt. Die ständigen Humoreinlagen, oft auch recht klamaukig und mit Slapstickelementen versehen, die schrillen Charaktere, die teilweise unkonventionellen Kamerafahrten, der rockige Soundtrack, all das führt dazu, dass man einen Fun-Film sieht, der auch wunderbar das erreicht, worauf er abzielt: Der Zuschauer hat grenzenlosen Spaß. Daneben spricht Kim Sang-Jin aber die Probleme seines Landes an. Korruption und Hilflosigkeit bei den Behörden, Oberflächlichkeit und Perspektivlosigkeit von Jugendlichen, Gewalt an Schulen etc. Diese Themen stehen sicherlich nicht im Vordergrund, werden aber immer wieder eingestreut und trotz der oftmaligen Steigerung ins Groteske, kritisch kommentiert.“

„Ein voller Erfolg! Das koreanische Publikum war begeistert und hat diese anarchische Actionkomödie längst zum Kultfilm erklärt. Dem kann ich nicht widersprechen! Kultiges Asiakino!“

## Hintergrund
Attack the Gas Station! ist ein Film aus der Anfangszeit der sogenannten Koreanischen Welle und verhalf Kim Sang-jin zu seinem Durchbruch. In Südkorea war er der zweiterfolgreichste Film des Jahres 1999.